# Hohe Straße 34 (Quedlinburg)

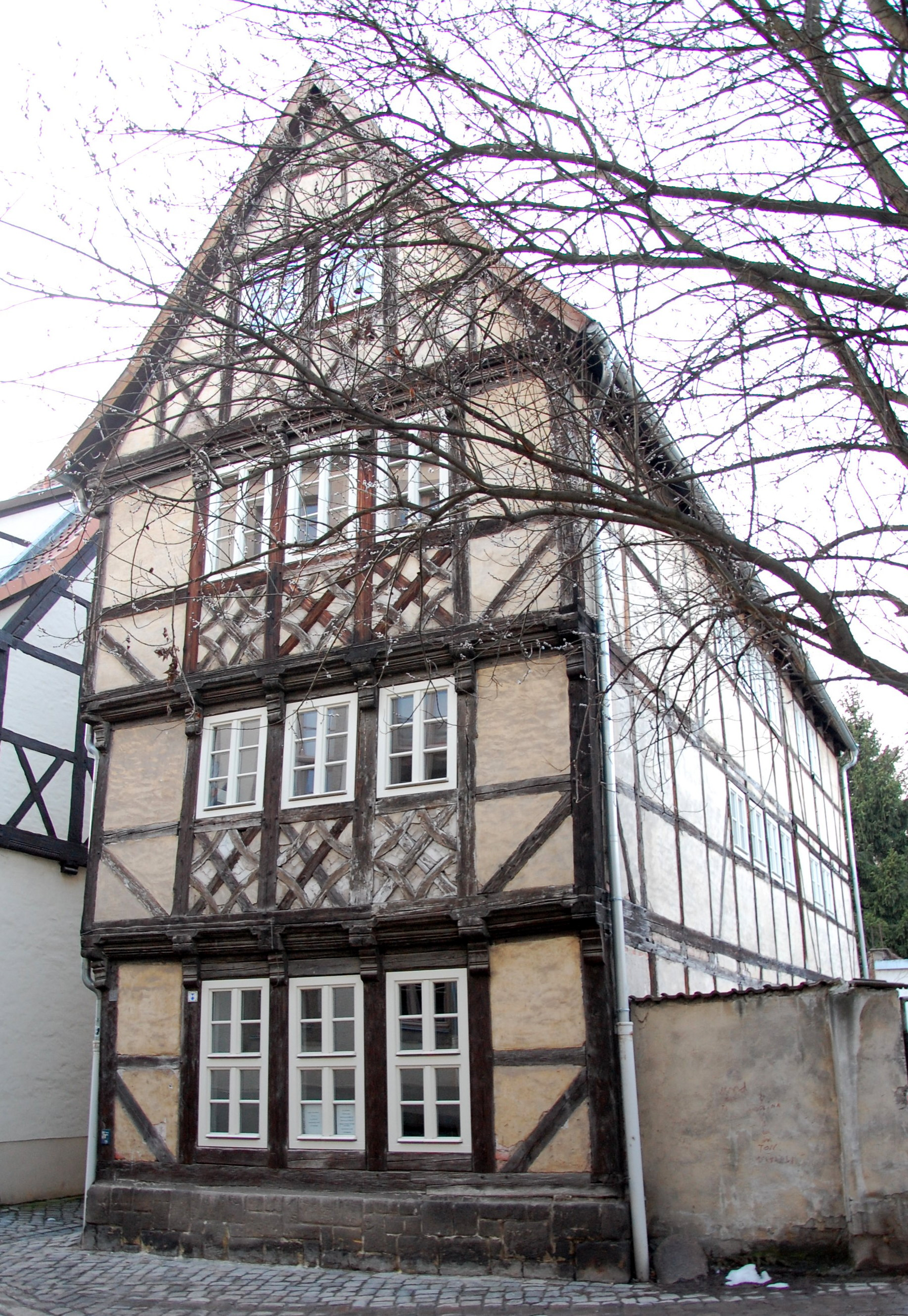
Haus Hohe Straße 34

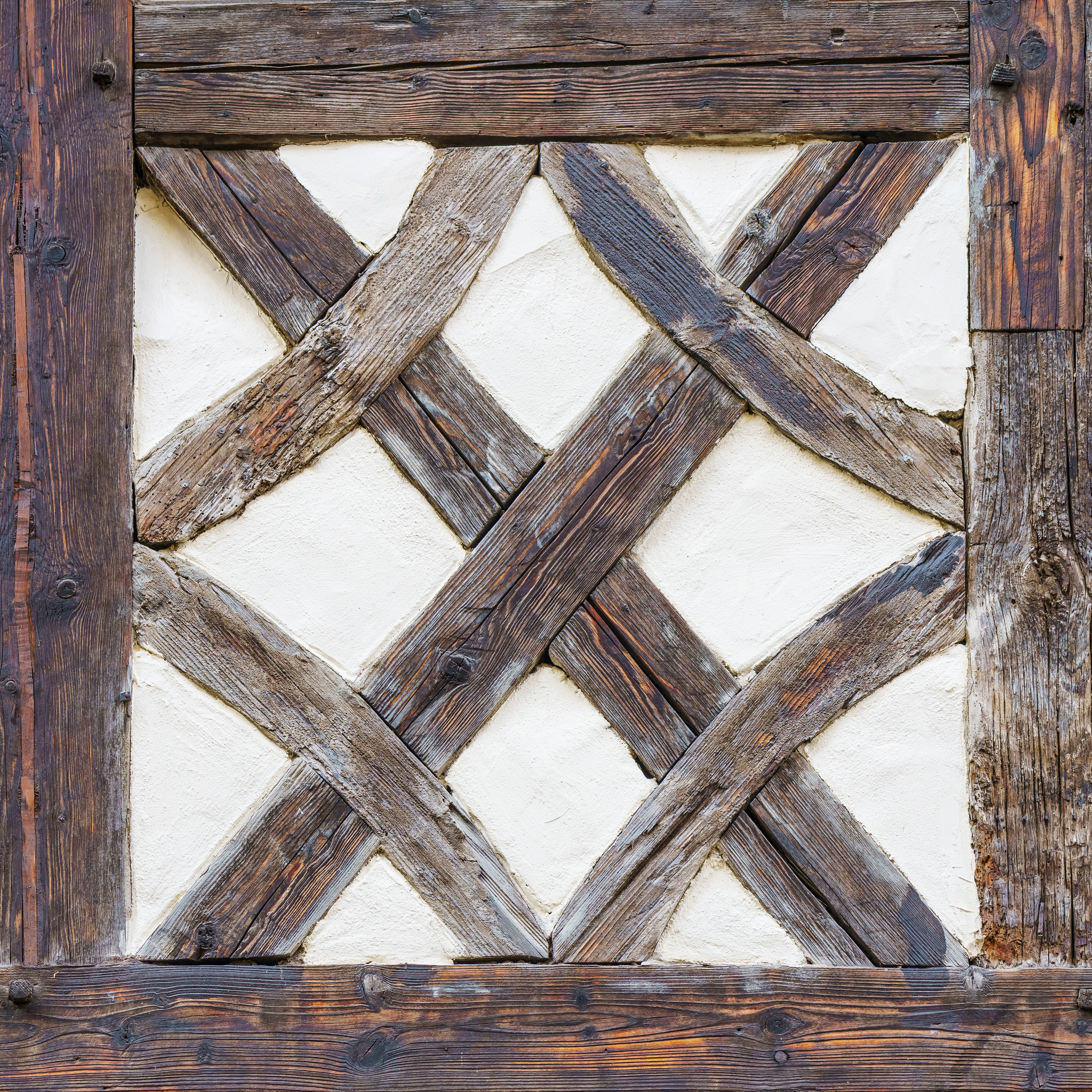
Detail der Fassade

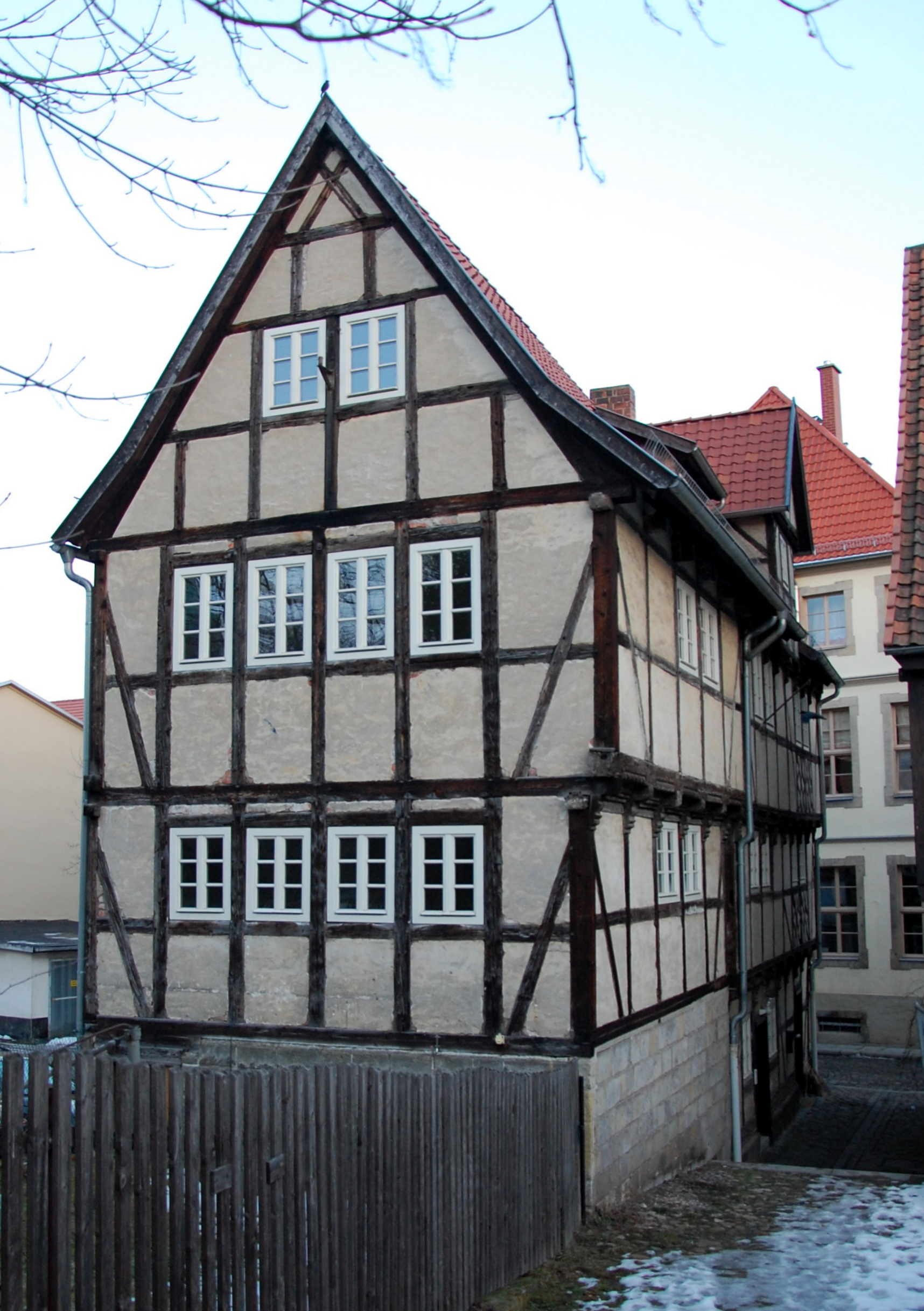
Westseite

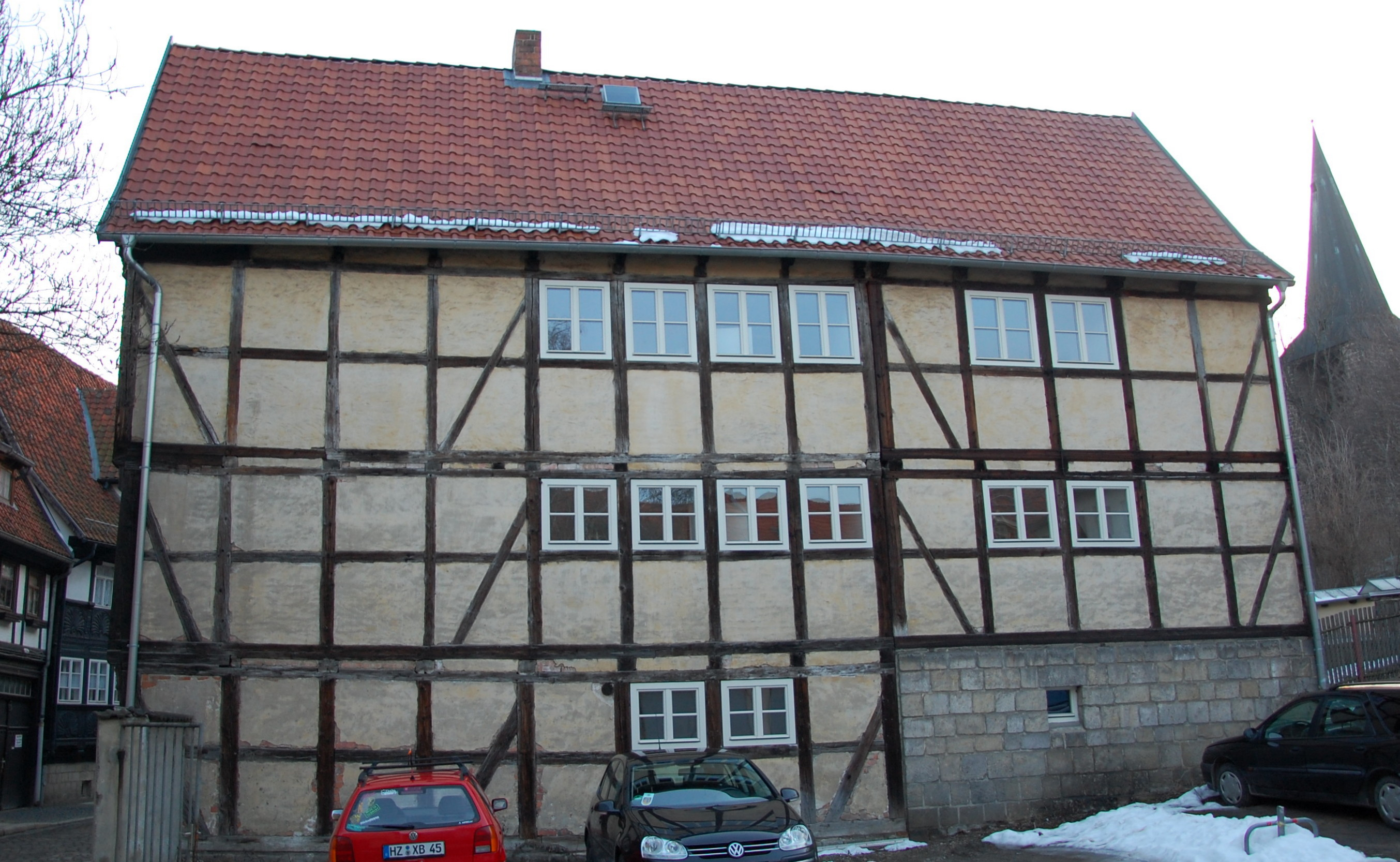
Nordseite

Das Haus Hohe Straße 34 ist ein denkmalgeschütztes Gebäude in der Stadt Quedlinburg in Sachsen-Anhalt.

## Lage
Es befindet sich in der historischen Quedlinburger Altstadt westlich des Marktplatzes und ist mit seinem Giebel zur Hohen Straße ausgerichtet. Südlich des freistehenden Hauses verläuft eine kleine Gasse von der Hohen Straße nach Westen zur Stadtmauer und dem dort befindlichen Pulverturm. 

## Architektur und Geschichte
Das dreigeschossige Fachwerkhaus stammt nach einer am Anbau befindlichen Inschrift aus dem Jahr 1652. Es gehört zum UNESCO-Weltkulturerbe und ist im Quedlinburger Denkmalverzeichnis als Wohnhaus eingetragen. Die Fachwerkfassade ist mit profilierten Knaggen, Füllhölzern und Balkenköpfen verziert. In den Brüstungsfeldern unterhalb einiger Fenster befinden sich mit gebogenen Rauten gebildete Sternrautenmotive, eine für Quedlinburg ungewöhnliche Gestaltung.
In der Zeit der DDR hatte sich am Gebäude ein sehr schlechter Bauzustand eingestellt. Eigentümer des Hauses war Hermann Klumpp, der sich gemeinsam mit dem Institut für Denkmalpflege für eine denkmalgerechte Instandsetzung einsetzte. Die entsprechenden Arbeiten erfolgten von 1964 bis 1967. Es war eine Auskernung und eine grundlegende Instandsetzung durch Zimmererarbeiten erforderlich. Im Haus wurden drei Wohnungen eingerichtet. Aufgrund der sich insbesondere durch die spezielle bauwirtschaftliche Situation der DDR ergebenden langen Bauzeit, positionierten sich Stellen der Stadtverwaltung dahingehend, dass man solche Häuser möglichst aufgeben sollte.